# گوادالوپه، نوئوو لئون
گوادالوپه (به اسپانیایی: Guadalupe) از شهرهای کشور مکزیک است که در ایالت نوئوو لئون قرار دارد و جمعیت آن طبق سرشماری سال ۲۰۱۰ میلادی ۶۷۳٬۶۱۶ نفر بوده است.